# New York Film Critics Circle Awards 1986
La 52ª edizione della cerimonia dei New York Film Critics Circle Awards, annunciata il 15 dicembre 1986, si è tenuta il 25 gennaio 1987 ed ha premiato i migliori film usciti nel corso del 1986.

## Vincitori e candidati

### Miglior film
- Hannah e le sue sorelle (Hannah and Her Sisters), regia di Woody Allen
- Platoon, regia di Oliver Stone
- Velluto blu (Blue Velvet), regia di David Lynch

### Miglior regista
- Woody Allen - Hannah e le sue sorelle (Hannah and Her Sisters)
- Oliver Stone - Platoon e Salvador
- David Lynch - Velluto blu (Blue Velvet)

### Miglior attore protagonista
- Bob Hoskins - Mona Lisa
- Paul Newman - Il colore dei soldi (The Color of Money)
- Jeff Goldblum - La mosca (The Fly)

### Miglior attrice protagonista
- Sissy Spacek - Crimini del cuore (Crimes of the Heart)
- Kathleen Turner - Peggy Sue si è sposata (Peggy Sue Got Married)
- Chloe Webb - Sid & Nancy (Sid and Nancy)

### Miglior attore non protagonista
- Daniel Day-Lewis - My Beautiful Laundrette - Lavanderia a gettone (My Beautiful Laundrette) e Camera con vista (A Room with a View)
- Andy Garcia - 8 milioni di modi per morire (8 Million Ways to Die)
- Ray Liotta - Qualcosa di travolgente (Something Wild)

### Miglior attrice non protagonista
- Dianne Wiest - Hannah e le sue sorelle (Hannah and Her Sisters)
- Cathy Tyson - Mona Lisa
- Mary Elizabeth Mastrantonio - Il colore dei soldi (The Color of Money)

### Miglior sceneggiatura
- Hanif Kureishi - My Beautiful Laundrette - Lavanderia a gettone (My Beautiful Laundrette)
- Woody Allen - Hannah e le sue sorelle (Hannah and Her Sisters)
- Ruth Prawer Jhabvala - Camera con vista (A Room with a View)

### Miglior film in lingua straniera
- Il declino dell'impero americano (Le déclin de l'empire américain), regia di Denys Arcand
- Uomini (Männer...), regia di Doris Dörrie
- Round Midnight - A mezzanotte circa (Autour de Minuit), regia di Bertrand Tavernier.
- Senza tetto né legge (Sans toit ni loi), regia di Agnès Varda

### Miglior documentario
- Marlene, regia di Maximilian Schell
- Sherman's March, regia di Ross McElwee
- Partisans of Vilna, regia di Josh Waltezky

### Miglior fotografia
- Tony Pierce-Roberts - Camera con vista (A Room with a View)
- Frederick Elmes - Velluto blu (Blue Velvet)
- Chris Menges - Mission (The Mission)